# Monomorium intrudens
Monomorium intrudens är en myrart som beskrevs av Smith 1874. Monomorium intrudens ingår i släktet Monomorium och familjen myror.

## Underarter
Arten delas in i följande underarter:
- M. i. intrudens
- M. i. pieli